# Tales of the Empire
Ahsoka The Acolyte
Tales of the Empire (litt. « Histoires de l'Empire ») est une série d'animation en 3D américaine en six épisodes de 10 à 15 minutes, créée par Dave Filoni et dont l'intégralité des épisodes a été diffusée sur le service de streaming Disney+ le 4 mai 2024,.
La série se concentre sur divers personnages ayant servi l'Empire. La série fait partie de l'univers Star Wars de George Lucas et se déroule principalement dans les décennies précédant Un nouvel espoir, au temps de l'Empire galactique.

## Synopsis
Comme Tales of the Jedi, la série se divise en deux volets : les trois premiers épisodes tournent autour du passé et de l'origine de Morgan Elsbeth, ils sont destinés à introduire le personnage tel qu'il apparaît dans les séries The Mandalorian et Ahsoka. Le deuxième arc suit Barriss Offee, ancienne Padawan Jedi, dans son parcours d'inquisitrice impériale aux côtés de la Quatrième sœur.
Outre ces deux personnages, d'autres personnages bien connus tels que le général Grievous, Thrawn, le Grand inquisiteur et Dark Vador font également leur retour.

## Fiche technique
Sauf indication contraire, les informations mentionnées dans cette section peuvent être confirmées par la base de données cinématographiques IMDb,  présente dans la section « Liens externes ».
- Titre original et français : Tales of the Empire
- Création : Dave Filoni
- Réalisation : Dave Filoni, Nathaniel Villanueva, Steward Lee, Saul Ruiz
- Scénario : Dave Filoni, Amanda Rose Muñoz, Matt Michnovetz, Nicolas Anastassiou
- Musique : Kevin Kiner
- Direction artistique :
- Photographie : Rebecca Norste
- Son : Michael Brinkman
- Montage :
- Casting :
- Production : Dave Filoni, Carrie Beck, Athena Yvette Portillo, Josh Rimes, Alex Spotswood
- Sociétés de production : Lucasfilm, Lucasfilm Animation, Lucasfilm Animation Singapore
- Sociétés de distribution : Disney+
- Budget :
- Pays d'origine : États-Unis
- Langue originale : anglais
- Format : couleur - 2,55:1 - son Dolby Digital
- Genre : science-fiction
- Durée : 15 minutes

## Distribution

### Voix originales
- Diana Lee Inosanto : Morgan Elsbeth
- Cathy Ang : Morgan Elsbeth, jeune
- Meredith Salenger : Barriss Offee
- Rya Kihlstedt : Lyn Rakish / la Quatrième sœur
- Wing T. Chao : Wing
- Lars Mikkelsen : amiral Thrawn
- Jason Isaacs :  Grand inquisiteur
- Matthew Wood : général Grievous
- Steven Blum : un intendant
- Shelby Young : Nadura
- Katee Sackhoff : Bo-Katan Kryze
- Xander Berkeley : Gilad Pellaeon
- Tom Konkle : Moff Isdain
- Dee Bradley Baker : les soldats clones
- Zeno Robinson : Ahmar
- Nicolas Cantu : Dante
- Keith Ferguson : le gouverneur
- Meg Marchand : un villageois
- Suzie McGrath : la mère
- Keston John : le père
- Ry Chase : le Jedi
- Daisy Lightfoot : Nali
- Warwick Davis : Rukh

### Voix françaises
- Corinne Wellong : Morgan Elsbeth
- Jessica Monceau : Barriss Offee
- Marie Bouvet : Lyn Rakish / la Quatrième sœur
- Franck Capillery : amiral Thrawn - Reggi - un villageois
- Eric Aubrahn : Grand inquisiteur
- Gérard Darier : Général Grievous, Gilad Pellaeon
- Serge Biavan : les soldats clones - le gouverneur - le servant
- Éric Legrand : Moff Isdain
- Anne Tilloy : Nadura
- Guillaume Bourboulon : Wing
- Chantal Baroin : Bo-Katan Kryze
- Aurélien Raynal : Ahmar
- Julien Bouanich : Dante - le père
- Zina Khakhoulia : le Jedi - la servante - la mère

#### Version française
- Société de doublage : Dubbing Brothers
- Direction artistique : Danièle Bachelet
- Adaptation des dialogues : Emmanuel Jacomy

## Liste des épisodes
1. La voie de la peur (The Path of Fear)
2. La voie de la colère (The Path of Anger)
3. La voie de la haine (The Path of Hate)
4. Dévotion (Devoted)
5. Prise de conscience (Realization)
6. L'issue (The Way Out)

## Production

### Annonce et diffusion
La bande annonce de la série et l'affiche officielles ont été publiées le 4 avril 2024, avec une date de sortie annoncée pour le mois suivant, à l'occasion de la Journée Star Wars. L'intégralité des épisodes est sortie le 4 mai 2024 sur Disney+.